# エフケー
株式会社エフケーは、かつて北海道札幌市に本社を置き、カプセルトイやフィギュアの通信販売を手掛けていた企業。

## 概要
2008年2月にふじ観光企画株式会社として設立。当初は北海道産の水産物をインターネット上にて販売していたが、2016年に玩具の通信販売店「カプセルゴリラ」の運営を開始し、カプセルトイやフィギュアなどのインターネット通販事業へ進出。2017年12月に商号を株式会社エフケーへ変更した。その後も取扱商品を増やしていった。
2019年8月期には約1億9700万円の売上があったが、金融債務が重荷となり厳しい経営が続いた。これに追い打ちをかける形で、新型コロナウイルスの影響により新商品の入荷が遅延するようになり、入金済みの顧客に対して商品発送が滞るなど、業績悪化が表面化していった。
エフケーは2020年5月31日までに事業を停止し、事後処理を弁護士に一任。エフケーは顧客に対して、事業を停止した旨を伝える電子メールを送信した他、代理人弁護士が顧客に送った書類によると、「エフケーは資産がほとんどなく、注文を受けた商品の発送や入金済み代金の返金は不可能」と記されていたという。
エフケーは2020年7月14日に札幌地方裁判所から破産手続開始決定を受けた。負債総額は約1億円。その後破産手続廃止決定を受け、同年11月18日に法人格が消滅した。

## 沿革
- 2008年2月 - ふじ観光企画株式会社として設立。
- 2016年 - 玩具の通信販売店「カプセルゴリラ」の運営を開始。
- 2017年
  - 1月 - 本社所在地を札幌市中央区から札幌市手稲区へ、本店所在地を札幌市西区から札幌市手稲区へそれぞれ移転。
  - 12月 - 商号を株式会社エフケーへ変更。
- 2019年12月 - 本社を札幌市西区へ移転。
- 2020年
  - 5月31日 - 事業を停止し、事後処理を弁護士に一任。
  - 7月14日 - 札幌地方裁判所から破産手続開始決定を受ける。
  - 11月18日 - 法人格消滅。